# Sedlice (Boêmia do Sul)
Sedlice é uma cidade checa localizada na região da Boêmia do Sul, distrito de Strakonice.